# Hermann Fränkel
Hermann Ferdinand Fränkel (Berlín, 7 de mayo de 1888 - Santa Cruz, California, 8 de abril de 1977) fue un filólogo clásico germano-norteamericano.

## Vida
El padre de Hermann Ferdinand, Max Fränkel, fue filólogo clásico, arqueólogo y bibliotecario, así como coeditor del Corpus Inscriptionum Graecarum; por su parte, fue abuelo suyo el orientalista Ferdinand Benary. Así, ya desde sus primeros años estuvo Fränkel en contacto con la antigüedad clásica. Tras el bachillerato, estudió Filología clásica y Germanística en Berlín, Bonn y Gotinga. Entre sus profesores se contaban renombrados filólogos clásicos como Ulrich von Wilamowitz-Moellendorff, Franz Bücheler y Friedrich Leo. En 1915, Fränkel se doctoró en la Universidad de Gotinga con la tesis De Simia Rhodio. En el mismo año se casó con Lilli, hermana de su colega y tocayo Eduard Fraenkel.
Tras una interrupción de su formación, durante la cual tomó parte en la Primera Guerra Mundial sirviendo en la caballería, en 1920 terminó sus estudios con las oposiciones para el magisterio superior (höheres Lehramt). Poco después obtuvo la habilitación con un trabajo sobre las metáforas en Homero. Durante su periodo como Privatdozent, aunque Fränkel recibió en la Universidad de Gotinga el título de außerplanmäßiger Professor (algo así como «profesor asociado»), sin embargo, debido a su origen judío, no se le nombró profesor ordinario, a pesar de que muchos de sus renombrados colegas y alumnos como Bruno Snell intercedieron a su favor.
Después de la toma del poder por parte de los nacionalsocialistas y el aumento de la discriminación racial, Fränkel emigró en 1935, junto a su familia, a los Estados Unidos, pasando por Inglaterra. Allí obtuvo, en la Universidad de Stanford, una cátedra como sustituto, que, gracias al eco positivo de sus alumnos y colegas, se transformó en una cátedra fija. Además, Fränkel sostuvo diversas lecciones y ponencias como profesor invitado, entre otros, en la Universidad de Berkeley. Tras ser nombrado emérito en 1953, solicitó un nombramiento en Gotinga, ya que su paga de jubilación era muy baja. Estas solicitudes fueron en vano y Fränkel tuvo incluso que luchar para recibir su jubilación como catedrático, que sólo se le garantizó en febrero de 1957. Aceptó diferentes puestos como catedrático honorífico; entre otros, en la Universidad Cornell y, de 1955 a 1960, en Friburgo de Brisgovia.

## Obra
Se considera a Fränkel un agudo y fino intérprete de la poesía y la filosofía griegas. Como tal, investigó de forma intensiva la evolución del estilo de la poesía griega arcaica. En 1923, con su obra Eine Stileigenheit der frühen griechischen Literatur, ofreció una detallada investigación estilística de las obras de Safo, Alceo, Arquíloco y Anacreonte. Con su propuesta de considerar la obra de arte literaria como unidad de estilo y contenido se puso muy por delante de la filología clásica de su época. En 1951, se publicó, en la serie Philological Monographs, su obra Dichtung und Philosophie des frühen Griechentums (Poesía y filosofía de la Grecia Arcaica), un estudio más amplio sobre la evolución estilística y la filosofía de la Grecia arcaica. Además, Fränkel se ocupó también con los poetas latinos, sobre todo Ovidio. En sus últimos años, sus intereses científicos se centraron principalmente en Apolonio de Rodas y la gramática antigua. Su última obra fue Grammatik und Sprachwirklichkeit (Gramática y realidad lingüística), publicada en 1973.

## Obras
- Die homerischen Gleichnisse, Gotinga, Vandenhoeck & Ruprecht, 1921.
- Parmenidesstudien, Berlín, Weidmannsche Buchhandlung, 1930.
- Ovid, Berkeley, University of California Press, 1945.
- Dichtung und Philosophie des frühen Griechentums, Nueva York, American Philological Association, 1951. Versión inglesa: Early Greek poetry and philosophy: A history of Greek epic, lyric, and prose to the middle of the fifth century. Nueva York, Harcourt Brace Jovanovich, 1975. {ISBN 0-15-127190-9} Versión en español: "Poesía y filosofía de la Grecia arcaica" Visor, colección: La balsa de la medusa, 1993, Madrid; traducción: Ricardo Sánchez Ortiz de Urbina. Posterior "Antonio Machado ediciones".
- Wege und Formen frühgriechischen Denkens, Múnich: Beck, 1955.
- Wege der Wissenschaft zur Wirklichkeit, Friburgo, H.F. Schulz, 1957.
- Einleitung zur kritischen Ausgabe der Argonautika des Apollonios, Gotinga, Vandenhoeck & Ruprecht, 1964.
- Noten zur Argonautika des Apollonios, Múnich: Beck, 1968.
- Grammatik und Sprachwirklichkeit, Múnich, Beck, 1974.